# Reiferscheid
Reiferscheid é um município da  Alemanha localizada no distrito de Altenkirchen,  na associação municipal de  Verbandsgemeinde Flammersfeld, no estado da Renânia-Palatinado.